# Lepus hainanus
Lepus hainanus és una espècie de llebre endèmica de l'illa de Hainan (Xina). És un animal petit de menys de 40 cm de llarg i només pesa 1,5 kg. El seu cap és petit i rodó. Té orelles tan llargues que són més llargues que les potes posteriors. La part superior de la cua és negre, mentre que la inferior és blanca. Té un pelatge més colorit que el de la majoria d'altres llebres: l'esquena és marró, blanca i negra; el ventre és blanc; els flancs són una mescla de groc marronós i blanc marronós; i les potes són de color marró fosc.